# Alicia Del Duca
Alicia Rosalía Del Duca Macía (Buenos Aires, 13 aprile 1938) è un'ex cestista argentina.

## Carriera
Con l'Argentina ha disputato i Campionati mondiali del 1964.